# Rudolf-Schober-Hütte
Die Rudolf-Schober-Hütte ist eine Schutzhütte der Kategorie I der Sektion Stuhlecker des Österreichischen Alpenvereins. Sie liegt auf 1667 m ü. A. Höhe in den Schladminger Tauern und liegt am Zentralalpenweg (Österreichischer Weitwanderweg 02). Sie bietet während der Sommersaison 28 Übernachtungsplätze an, davon 14 Zimmer- und 14 Matratzenlager. Der Winterraum der Hütte umfasst 8 Lager und ist mittels Alpenvereinsschlüssel zugänglich.

## Geschichte
Die Sektion Stuhlecker kaufte 1894 in den Schladminger Tauern, auf der Grafenalpe in der Gemeinde Krakauhintermühlen, ein Grundstück, errichtete eine Schutzhütte und benannte diese nach dem ersten Obmann Rudolf Schober. Am 1. September 1895 wurde die Hütte eröffnet.
Wegen finanzieller Probleme der Sektion musste die Hütte zeitweise geschlossen werden. Im Jahr 1960 konnte die Rudolf-Schober-Hütte renoviert, aus- und umgebaut und eine Versorgungsstraße gebaut werden. Die neue Rudolf-Schober-Hütte wurde 1966 feierlich eröffnet.

## Aufstiege
- Von Süden her durch das Etrachbachtal
  - vom Pkw-Parkplatz am Etrachsee (1374 m) aus, auf einer Forststraße in 1½ Stunden,
  - von Krakauhintermühlen (1305 m) aus in 2½ Stunden,
  - von Krakaudorf (1180 m) aus in 2¾ Stunden.
- Von Nordosten her aus St. Nikolai im Sölktal (1127 m) durch das Bräualmbachtal und über die Schimpelscharte (2273 m) in 5½ Stunden.

## Benachbarte Hütten
Die Nachbarhütten der Rudolf-Schober-Hütte sind
- die Grazer Hütte (1897 m) in einer Gehzeit von 10 Stunden
- die Breitlahnhütte (1070 m) in einer Gehzeit von 8½ Stunden
- die Putzentalalm (1354 m) in einer Gehzeit von 7½ Stunden

## Gipfeltouren
- Bauleiteck, Höhe 2424 m, in 2½ Stunden
- Süßleiteck, Höhe 2507 m, in 3 Stunden
- Rupprechtseck, Höhe 2591 m, in 3¾ Stunden
- Predigtstuhl, Höhe 2543 m, in 6¾ Stunden
- Schimpelspitz, Höhe 2413 m, in 2½ Stunden
- Flederweißspitz, Höhe 2386 m, in 2 Stunden

Außerdem gibt es eine Tour zum unteren (1891 m) und oberen Wildenkarsee (2053 m), der Weg hin und zurück dauert zum unteren See ca. 1½ Stunden und zum oberen See ca. 2½ Stunden.

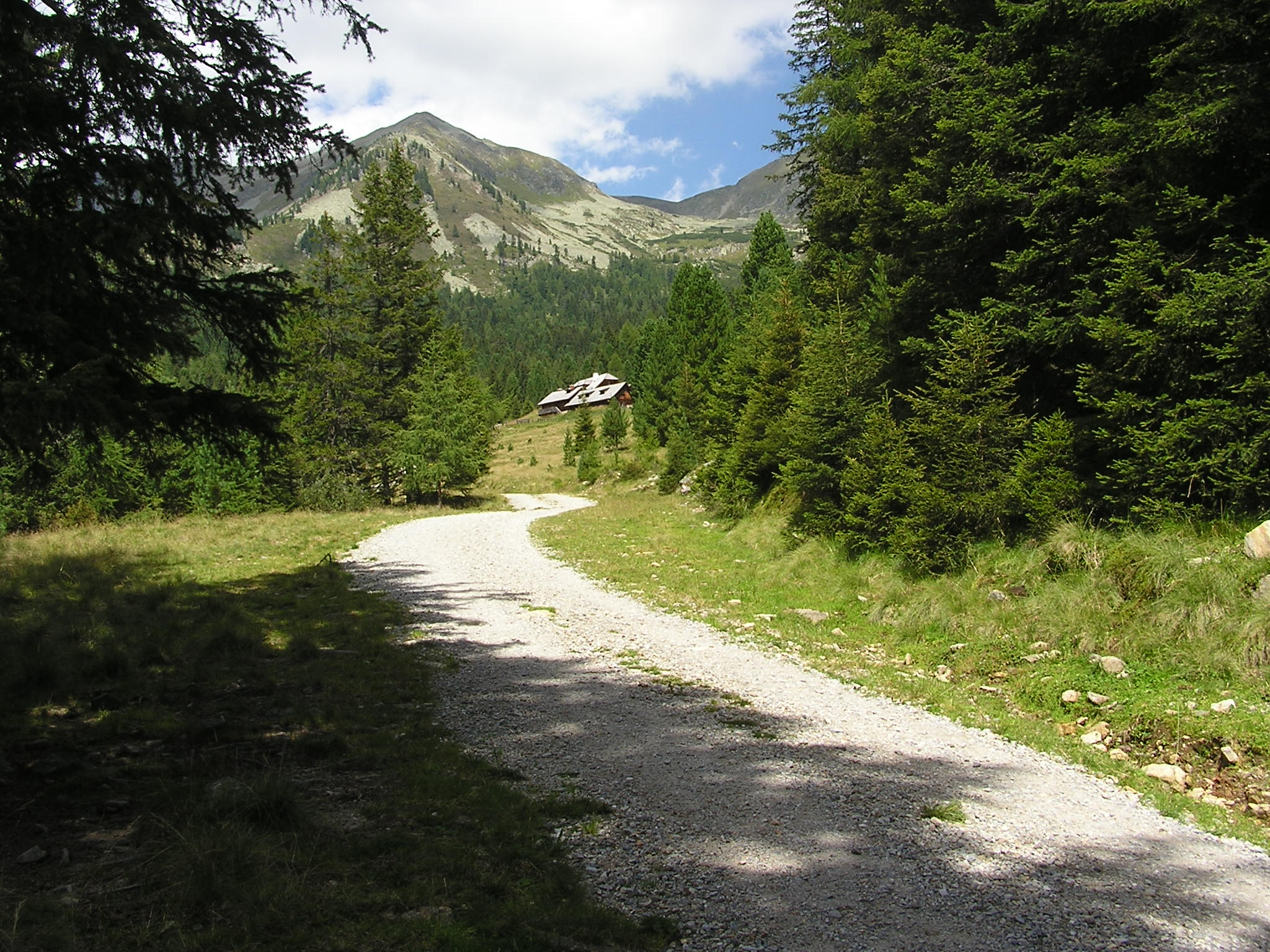
Grafenalm auf dem zur Rudolf-Schober-Hütte führenden Forstweg
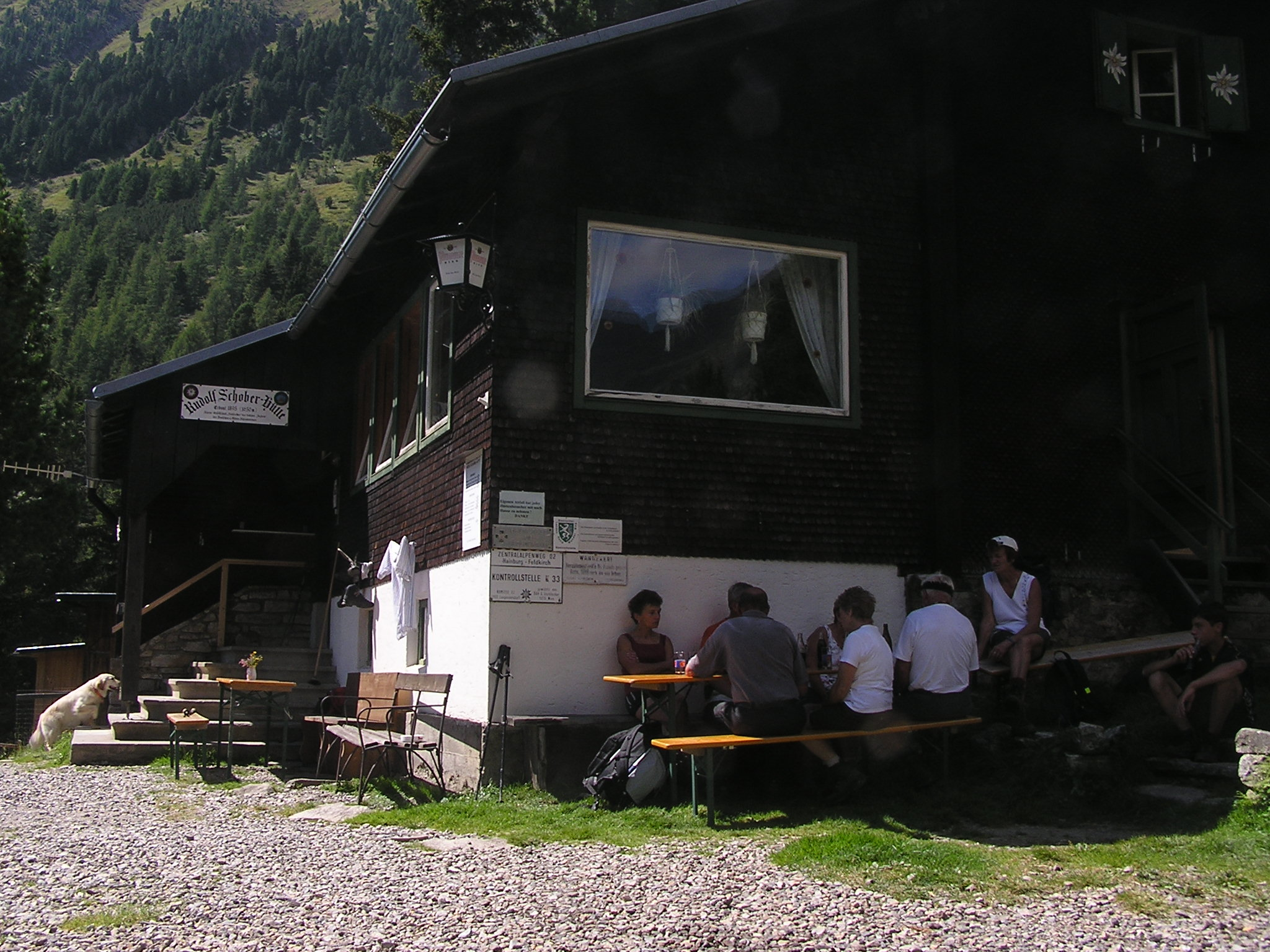
Die Hütte
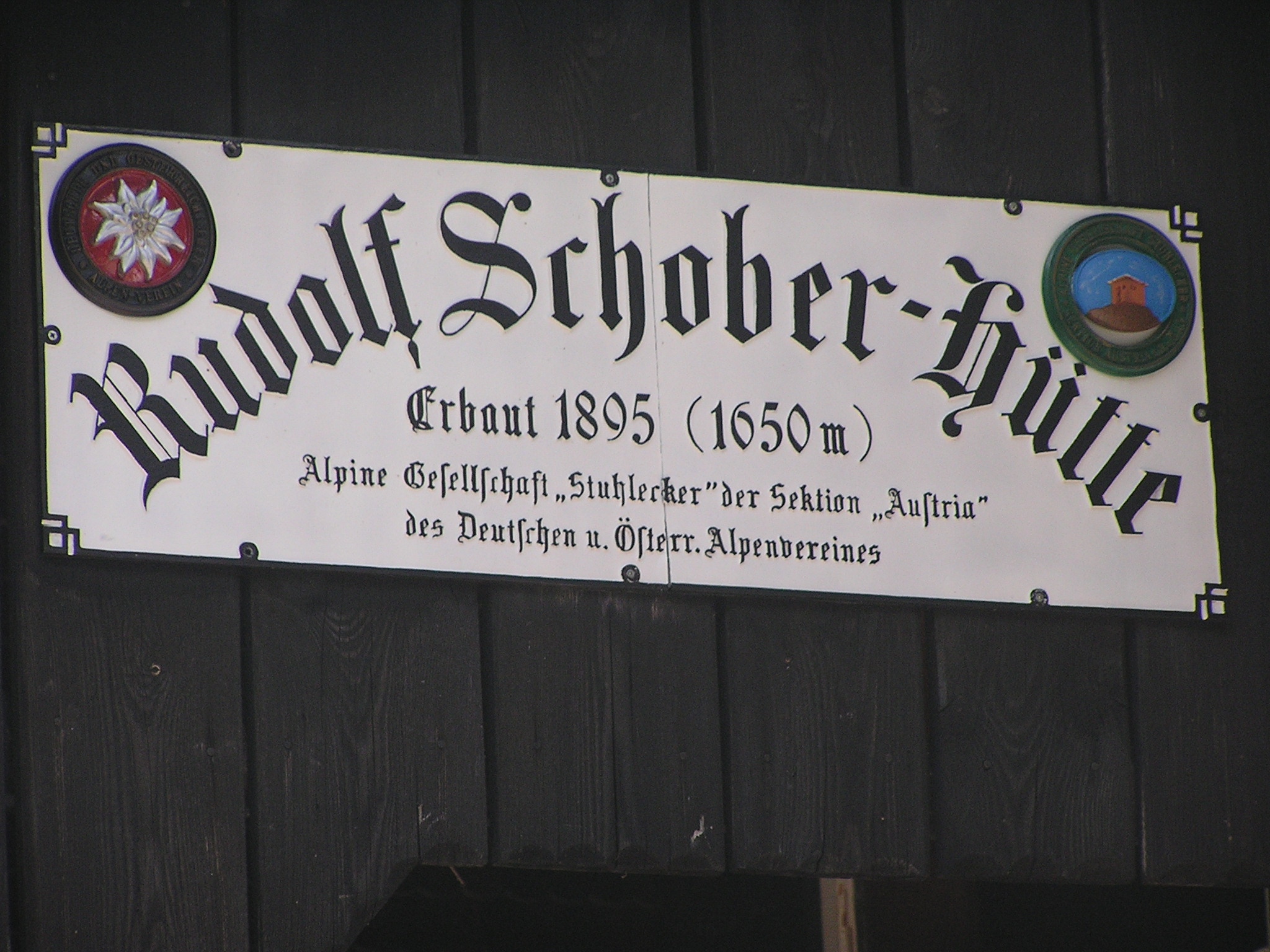
Die Hüttentafel der Rudolf-Schober-Hütte
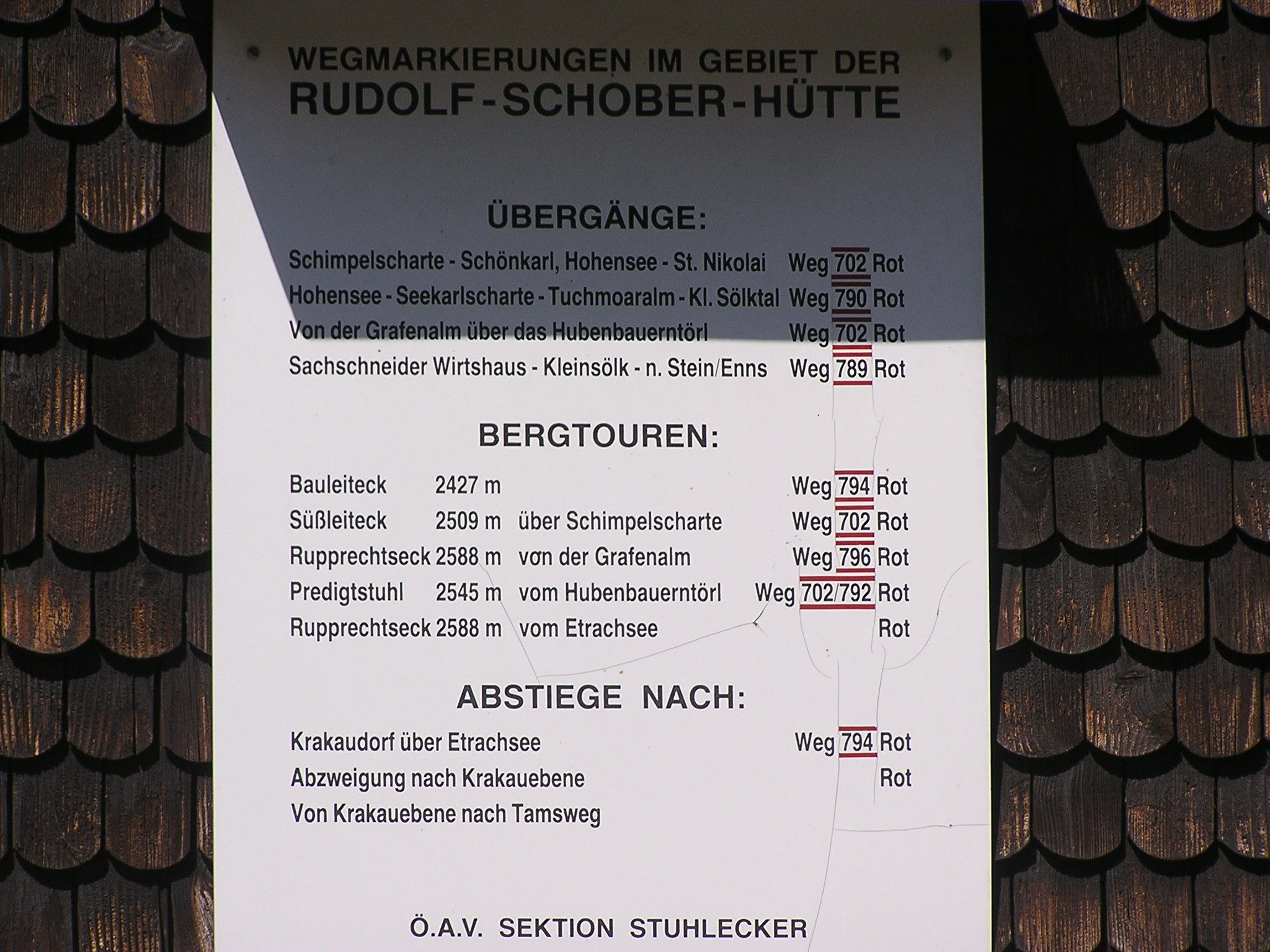
Die Wanderwege an der Rudolf-Schober-Hütte